# Orthopsyllus dubius
Orthopsyllus dubius är en kräftdjursart som beskrevs av Vervoort 1964. Orthopsyllus dubius ingår i släktet Orthopsyllus och familjen Orthopsyllidae. Inga underarter finns listade i Catalogue of Life.